# Bradshaw (Familienname)
Bradshaw ist ein englischer Familienname.

## Namensträger

### Familienname
- Adrian Bradshaw (* 1958), britischer General
- Ahmad Bradshaw (* 1986), US-amerikanischer Footballspieler
- Albert Bradshaw (1872–1941), englischer Fußballspieler
- Alexander M. Bradshaw (1944–2024), britischer Physiker
- Allison Bradshaw (* 1980), US-amerikanische Tennisspielerin
- Ann Bradshaw (* 1957), britische Schwimmerin
- Ben Bradshaw (* 1960), britischer Politiker und Abgeordneter
- Benjamin Bradshaw (1879–1960), US-amerikanischer Ringer
- Billy Bradshaw (1884–1955), englischer Fußballspieler
- Booker Bradshaw (1941–2003), US-amerikanischer Schauspieler, Drehbuchschreiber und Produzent
- Corey Bradshaw, australischer Ökologe
- Craig Bradshaw (* 1983), neuseeländischer Basketballspieler
- Evans Bradshaw (1933–1978), US-amerikanischer Jazzpianist
- Frank Bradshaw (1884–1962), englischer Fußballspieler
- George Bradshaw (1801–1853), englischer Verleger und Geograph
- George Bradshaw (Ringer), britischer Ringer
- Gillian Bradshaw (* 1956), US-amerikanische Schriftstellerin
- Harry Bradshaw (Fußballtrainer) (Henry Bradshaw; 1853–1924), englischer Fußballtrainer
- Harry Bradshaw (Fußballspieler, 1873) (Thomas Henry Bradshaw; 1873–1899), englischer Fußballspieler
- Harry Bradshaw (Fußballspieler, 1895) (Henry Bradshaw; 1895–1979), englischer Fußballspieler
- Harry Bradshaw (Fußballspieler, 1896) (Harold Bruce Bradshaw; 1896–1967), englischer Fußballspieler
- Harry Bradshaw (Golfspieler) (1913–1990), irischer Golfspieler
- Holly Bradshaw (* 1991), britische Stabhochspringerin
- James Bradshaw (Schauspieler) (* 1976), englischer Theater- und Filmschauspieler
- James Benn Bradshaw (1832–1886), neuseeländischer Politiker
- Joan Bradshaw (* 1936), US-amerikanische Schauspielerin
- Joan R. Bradshaw (* 1941), US-amerikanischer Filmproduzent
- John Bradshaw (Richter) (1602–1659), englischer Richter
- John Bradshaw (Psychologe) (1933–2016), US-amerikanischer Psychologe, Theologe und Philosoph
- John Bradshaw (Biologe) (John W. S. Bradshaw; * 1950), britischer Biologe und Verhaltensforscher
- John Bradshaw (Regisseur) (* 1952), kanadischer Regisseur, Drehbuchautor und Produzent
- Keith Bradshaw (1939–2014), walisischer Rugby-Union-Spieler
- Kenrick Bradshaw (* 1980), arubaischer Fußballspieler
- Kevin Bradshaw (1957–2021), australischer Radrennfahrer
- Lee Bradshaw (* 1984), Fußballspieler aus Jersey
- Margaret Elizabeth Bradshaw (* 1926), britische Paläobotanikerin
- Mark Bradshaw (Wasserspringer) (* 1962), US-amerikanischer Wasserspringer
- Mark Bradshaw (Komponist) (* 1983), australischer Komponist
- Marquita Bradshaw (* 1974), amerikanische Umweltaktivistin und Politikerin (Demokratische Partei)
- Paddy Bradshaw (1912–1963), irischer Fußballspieler
- Paul Bradshaw (Fußballspieler, 1953) (* 1953), englischer Fußballspieler
- Paul Bradshaw (Fußballspieler, 1956) (1956–2024), englischer Fußballspieler
- Peter Bradshaw (* 1962), britischer Filmkritiker und Autor
- Philippe Bradshaw (1965–2005), englischer Künstler
- Ralph A. Bradshaw (* 1941), US-amerikanischer Biochemiker
- Richard Bradshaw (1944–2007), britischer Dirigent
- Robert Bradshaw (1916–1978), Politiker aus St. Kitts und Nevis
- Robert C. Bradshaw, US-amerikanischer Elektriker, Ingenieur und Unternehmer
- Robyn Bradshaw (* 1949), australische Wasserspringerin
- Samuel Carey Bradshaw (1809–1872), US-amerikanischer Politiker
- Sedu Bradshaw (* 2002), anguillanischer Fußballspieler
- Sonny Bradshaw (1926–2009), jamaikanischer Musiker, Radiomacher und Gewerkschafter
- Sufe Bradshaw (* 1986), US-amerikanische Schauspielerin
- Terry Bradshaw (* 1948), US-amerikanischer Footballspieler und Schauspieler
- Thomas Bradshaw (Karussellbauer), englischer Karussellbauer
- Thomas Bradshaw (Fußballspieler) (1875–1954), englischer Fußballspieler
- Thomas Bradshaw (Dramatiker), amerikanischer Dramatiker
- Thomas Henry Bradshaw (1873–1899), englischer Fußballspieler, siehe Harry Bradshaw (Fußballspieler, 1873)
- Thornton F. Bradshaw (1917–1988), US-amerikanischer Ökonom und Manager
- Tiny Bradshaw (1905–1958), US-amerikanischer Musiker
- Tom Bradshaw (Fußballspieler, 1879) (1879–??), englischer Fußballspieler und -trainer
- Tom Bradshaw (Fußballspieler, 1904) (1904–1986), schottischer Fußballspieler
- Tom Bradshaw (Rennfahrer) (* 1989), britischer Automobilrennfahrer
- Tom Bradshaw (Fußballspieler, 1992) (* 1992), walisischer Fußballspieler
- William Bradshaw, Baron Bradshaw (* 1936), britischer Politiker und Life Peer

### Ringname
- John „Bradshaw“ Layfield (* 1966), US-amerikanischer Wrestler, siehe John Layfield